# Almindelig rapgræs
Almindelig rapgræs (Poa trivialis) er et 30-70 cm højt græs, der vokser på enge og i fugtig skov.

## Beskrivelse
Alm. rapgræs er en tuedannende flerårig urt med oprette til opstigende skudbygning. Stænglerne er ru og ret stive. Bladene er ofte sammenlagte, men ellers er de flade med blanke undersider. Begge bladsider er friskgrønne.
De blomsterbærende skud har korte blade og en endestillet top af flade og korte småaks. Blomstringen sker i juni-juli, hvor man kan se støvdragerne hænge frit uden for småaksene. Frøene er små nødder med en ganske kort avne hver.
Rodnettet er kraftigt og trævlet. Nedliggende skud fungerer som udløbere, der danner rødder og nye tuer.
Højde x bredde og årlig tilvækst: 0,50 x 0,50 (50 x 50 cm/år).

## Voksested
Arten er meget almindelig i Danmark, hvor den findes i fugtige enge, moser og skove sammen med bl.a. alm. rajgræs, tusindfryd, bidende ranunkel, mosebunke, rødkløver og tveskægget ærenpris.
| Portal | Portal:Botanik |